# Weschnitzinsel von Lorsch
Weschnitzinsel von Lorsch este o arie protejată (arie specială de conservare — SAC, sit de importanță comunitară — SCI) din Germania întinsă pe o suprafață de 197,58 ha, integral pe uscat.

## Localizare
Centrul sitului Weschnitzinsel von Lorsch este situat la coordonatele 49°37′58″N 8°35′16″E / 49.6328°N 8.5878°E.

## Înființare
Situl Weschnitzinsel von Lorsch a fost declarat sit de importanță comunitară în iunie 2000 pentru a proteja 23 de specii de animale. Situl a fost protejat și ca arie specială de conservare în martie 2008.

## Biodiversitate
Situată în ecoregiunea continentală, aria protejată conține 1 habitat natural: Fânețe de joasă altitudine (Alopecurus pratensis, Sanguisorba officinalis).
La baza desemnării sitului se află mai multe specii protejate de  păsări (23): fluierar de munte (Actitis hypoleucos), pescăruș albastru (Alcedo atthis), rață mică (Anas crecca crecca), gâscă cenușie (Anser anser), rață-cu-cap-castaniu (Aythya ferina), barză albă (Ciconia ciconia ciconia), erete de stuf (Circus aeruginosus), erete vânăt (Circus cyaneus), erete cenușiu (Circus pygargus), porumbel de scorbură (Columba oenas), Corvus monedula, prepeliță (Coturnix coturnix), presură sură (Emberiza calandra), becațină comună (Gallinago gallinago), pescăruș sur (Larus canus), Mergus merganser merganser, gaia neagră (Milvus migrans), gaia roșie (Milvus milvus), Numenius arquata arquata, ploier auriu (Pluvialis apricaria), mărăcinar (Saxicola rubetra), Tachybaptus ruficollis ruficollis, nagâț (Vanellus vanellus).
Pe lângă speciile protejate, pe teritoriul sitului au mai fost identificate 8 specii de plante, 2 specii de păsări.